# Cuartel (heráldica)

El primer escudo cuartelado, creado por Fernando III de Castilla con los blasones de castilla y León. Es también un ejemplo de armas parlantes.

Escudo cuartelado o cuarteado, dividido en cuatro cuarteles.

En heráldica, se llama cuartel a cada uno de los escudos o divisiones de que se compone un escudo en general. 
En particular, se llama así a las cuatro superficies de un cuadro paralelogramo o romboide que se forma al partir el escudo con dos líneas una vertical y otra horizontal.
El escudo así dividido se denomina cuartelado o cuarteado. Se llama cuartelado en sotuer cuando la división se ha realizado mediante un aspa; y cuartelado jironado, el dividido en ocho partes, combinando cuatro líneas, dos de ellas en cruz y otras dos en aspa.
El uso del escudo en cuartelado para combinar dos blasones fue una idea de Fernando III de Castilla en el año 1230 para los símbolos de León y Castilla, que resultó en una inmediata aceptación en la península ibérica y además tuvo una amplia difusión en Europa.

Particiones Principales del Escudo en Heráldica.